# Say You Really Want Me
Singles de Kim Wilde
You Keep Me Hangin' On
(1986) Another Step (Closer to You)
(1987)
Singles par Kim Wilde
Another Step (Closer to You)
(1987) Rockin' Around the Christmas Tree
(1987)
Say You Really Want Me est une chanson de Kim Wilde, figurant sur la bande originale du film Deux flics à Chicago, puis sur l'album de la chanteuse, Another Step. Il paraît en single le 1er juillet 1986 aux États-Unis, puis le 3 août 1987 au Royaume-Uni dans une version remixée,.
Le titre connaît plusieurs éditions selon les pays : aux États-Unis, le single est publié dans le format 45 tours promotionnel et maxi 45 tours, alors qu'au Royaume-Uni, il est publié dans le format en 45 tours, en 45 tours « édition limitée », en cassette single et deux maxi 45 tours différents.
Le clip, réalisé par Greg Masuak à Battersea et Clapham Common, est diffusé dans deux versions, l'une accompagnant la version régulière (basé sur la version du single au Royaume-Uni) et une version longue (basé sur le remix de la vidéo). En raison du contenu torride, montrant Kim Wilde se contorsionner sur un lit avec plusieurs hommes torse-nu et s'amusant avec un collier de perles, le clip est célèbre pour avoir été censuré des programmes pour jeunes par le présentateur Timmy Mallett (en).
La chanson rencontre un succès commercial modeste, se classant à la vingt-neuvième place des charts britanniques et à la quarante-quatrième position du Billboard Hot 100 aux États-Unis.

## Classements
| Classement (1986-87)                  | Meilleure position |
| ------------------------------------- | ------------------ |
| États-Unis (Hot 100)                  | 44                 |
| Royaume-Uni (Official Charts Company) | 29                 |
| Irlande (IRMA)                        | 18                 |